# Église Saint-Antoine de Mouscron
 (février 2023).
Pour les articles homonymes, voir Église Saint-Antoine.
L'église Saint-Antoine-de-Padoue est une église paroissiale de style néogothique située dans le quartier du Mont-à-Leux de la ville belge de Mouscron.

## Descriptif
Cette église a été construite en 1890-1891 par l'entreprise De Busschere-Vandenborre selon les plans de l'architecte Geenaert. Il s'agit d'une église cruciforme basilicale de style néogothique en briques et pierre calcaire. Le plan de l'église se compose d'une nef avec bas-côtés de six travées, d'un transept et d'un chœur à pans coupés. Le clocher octogonal est flanqué de tourelles en escalier à l'angle du transept. A l'intérieur se trouvent des peintures murales représentant des épisodes de la vie de saint Paul.
Une chapelle abritant la statue de Saint Antoine de Padoue se trouve en retrait, à gauche de l'église, sur la façade de l'ancien couvent. Elle y est construit en 1927 en même temps que le nouveau presbytère.